# Sansevieria hallii
Sansevieria hallii là một loài thực vật có hoa trong họ Măng tây. Loài này được Chahin. miêu tả khoa học đầu tiên năm 1996.

## Hình ảnh

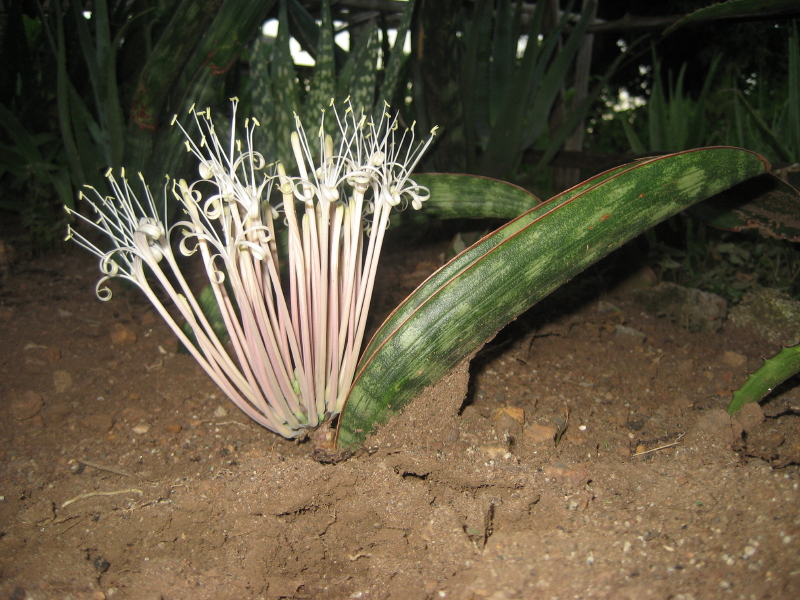
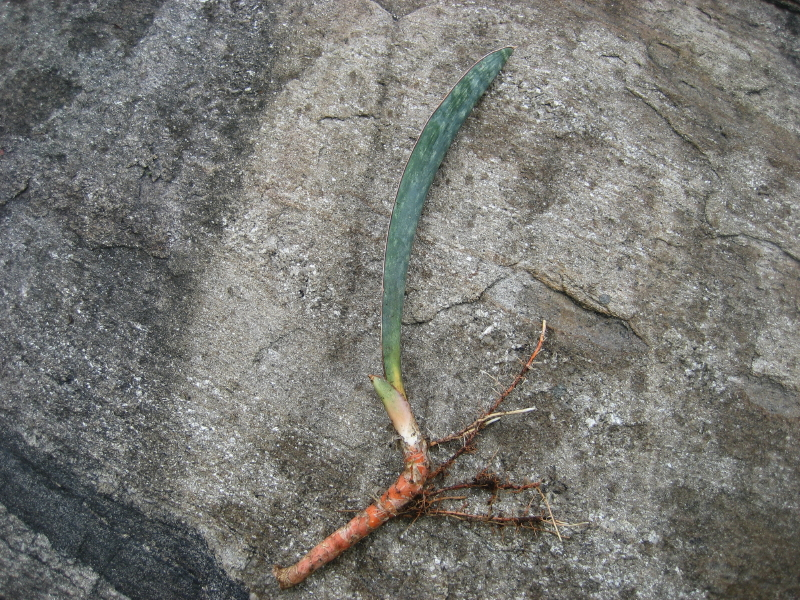
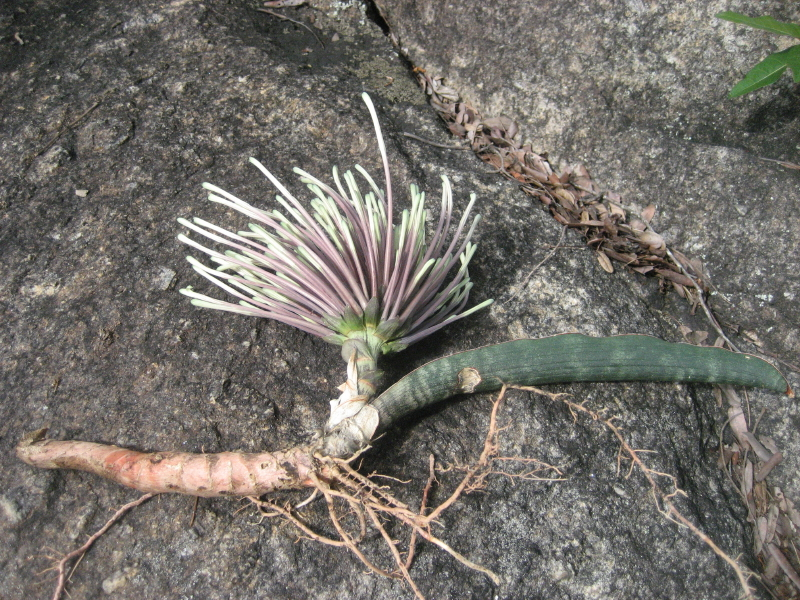
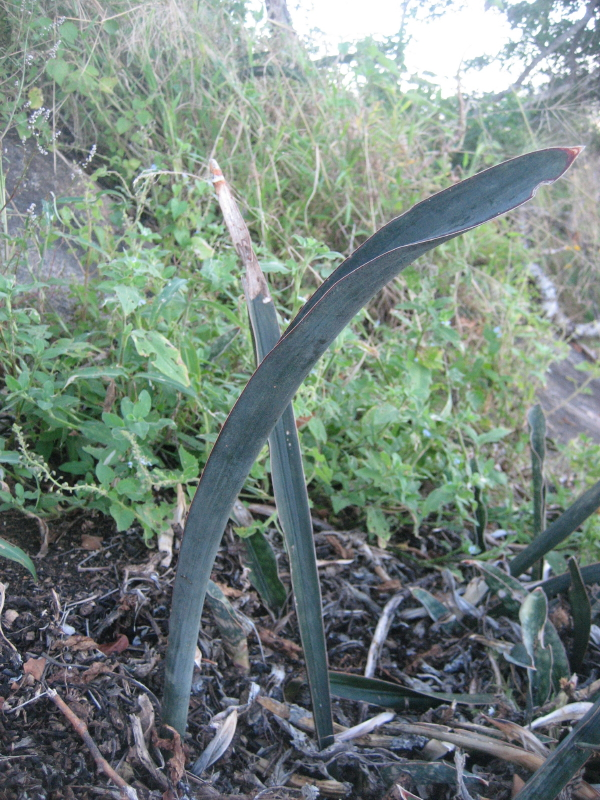